# Landolfo I di Capua
Landolfo I detto il Vecchio (... – 843) è stato il primo gastaldo e poi conte di Capua dall'817 all'843.

## Biografia
Landolfo era stato nominato gastaldo di Capua nell'817 da Sicone I di Benevento.
Nell'839 scoppiò una guerra civile nel Ducato di Benevento. Secondo la Chronica Sancti Benedicti Casinensis, Landolfo, che era stato alleato di Sicardo, liberò dalla prigionia il fratello di quest'ultimo, Siconolfo, e col supporto di Guaiferio, capo della famiglia salernitana dei Dauferidi, lo condusse a Salerno affinché fosse proclamato principe in opposizione all'usurpatore Radelchi. Con l'acclamazione di Siconolfo ebbe inizio una più che decennale guerra civile che sconvolse il principato e portò alla divisione in due parti del suo vasto territorio, corrispondente alla cosiddetta Langobardia Minor.
Nell'841 Radelchi ottenne l'aiuto dei mercenari saraceni, come aveva fatto quattro anni prima il duca Andrea II di Napoli. Una banda di saraceni comandata dal berbero Khalfun, Emiro di Bari, saccheggiò e distrusse la città di Capua e costrinse la popolazione alla fuga. Landolfo allora fondò una nuova capitale nei pressi della collina di Triflisco, dove già dall'826 era stata costruita una roccaforte, chiamata Sicopoli in onore del principe Sicone (Rebelopolis, secondo il Chronicon Salernitanum).
Poco dopo, intorno all'843, Landolfo morì e gli succedette il figlio Landone I.